# پرچم تاجیکستان
پرچم تاجیکستان (به تاجیکی: Парчами Тоҷикистон)، در نوامبر ۱۹۹۲ به تصویب رسید و جایگزین پرچم جمهوری سوسیالیستی شوروی تاجیکستان در سال ۱۹۵۳ شد. این پرچم دارای رنگ‌های پان‌ایرانیستی در سه رنگ افقی قرمز، سفید (دو عرض) و سبز است، با تاجی زرد که توسط قوس هفت ستاره در مرکز آن قرار گرفته است. نسبت عرض آن ۲:۳:۲ است. سه رنگ انتخاب رنگ در پرچم شوروی سابق تاجیکستان و همچنین نسبت ۱:۲ را حفظ می‌کند.
روز پرچم در ۲۴ نوامبر جشن گرفته می‌شود، که روزی است که رسماً به تصویب رسید.

## طراحی و نمادگرایی
پرچم تاجیکستان سه رنگ قرمز، سفید و سبز است. رنگ قرمز نشان دهنده اتحاد ملت و همچنین پیروزی و طلوع خورشید است. قرمز همچنین نماد دوران روسیه و شوروی سابق است، کارگران، و رزمندگانی که جان خود را برای حفاظت از سرزمین فدا کردند. رنگ سفید نشان‌دهنده پاکی، اخلاق، برف و یخ کوهستانی و پنبه است. رنگ سبز نشان‌دهنده بخشندگی فراوان طبیعت، دره‌های حاصلخیز و جشن نوروز است. تفاسیر دیگر از رنگ‌ها بیان می‌کند که پرچم به‌طور نمادین مردم جامعه تاجیکستان را متحد می‌کند، با نوار قرمز نشان‌دهنده طبقه کارگر یقه‌سفید، نوار سفید نشان‌دهنده طبقه کارگر روشنفکر، و سبز نشان‌دهنده طبقه کشاورزی ساکن در مناطق روستایی یا کوهستانی تاجیکستان است.
در حالی که نوارهای قرمز و سبز در بالا و پایین از نظر اندازه برابر هستند، نوار مرکزی یک و نیم برابر بقیه است.
تاج و ستاره‌ها در یک مستطیل قرار گرفته‌اند که ۸۰ درصد از ارتفاع نوار سفید را به خود اختصاص می‌دهد. تاج نشان‌دهنده سلسله سامانیان و مردم تاجیک است، زیرا نام تاجیک در ریشه‌شناسی رایج با تاج پارسی مرتبط است. پرچم تاجیکستان به دلیل اهمیت عدد هفت در اسطوره‌شناسی ایرانی، هفت ستاره دارد که نشان‌دهنده کمال و خوشبختی است. بر اساس باورهای سنتی، آسمان دارای هفت کوه و هفت باغ است که در بالای هر کوه ستاره‌ای می‌درخشد.
| (۱۹۹۲–اکنون) | سفید        | سرخ          | زرد        | سبز          |
| ------------ | ----------- | ------------ | ---------- | ------------ |
| پنتون        | Safe        | 3546c        | 7406c      | 2273c        |
| سی‌ام‌وای‌کی    | ۰-۰-۰-۰     | ۰-۱۰۰-۱۰۰-۲۰ | ۰-۲۱-۱۰۰-۳ | ۱۰۰-۰-۱۰۰-۶۰ |
| آرجی‌بی       | ۲۵۵-۲۵۵-۲۵۵ | ۲۰۵-۰-۰      | ۲۴۸-۱۹۶-۰  | ۰-۱۰۲-۰      |
| هگزادسیمال   | #FFFFFF     | #CD0000      | #F8C400    | #006600      |

## استاندارد ریاست جمهوری
استاندارد رئیس‌جمهور تاجیکستان در سال ۲۰۰۶ و به مناسبت مراسم تحلیف سومین دوره امامعلی رحمان به عنوان رئیس دولت معرفی شد. در آن از سه رنگ تاجیکی استفاده شده است که با تصویری از درفش کاویانی، نماد شاهنشاهی ساسانی شارژ شده است. در داخل درفش کاویان تصویری از شیر بالدار در مقابل آسمان آبی زیر نمای کوچک‌تری از تاج و هفت ستاره دیده می‌شود.
مرکز استاندارد دارای عناصری است که قبلاً به عنوان نماد تاجیکستان در نشان تاجیکستان استفاده می‌شد. استاندارد ریاست جمهوری همچنین شامل یک ستاره در هر چهار گوشه به نمایندگی از چهار ولایت تاجیکستان است.